# Claude Hertel de Beaulac
Claude Hertel de Beaulac, né le 2 janvier 1682 à Trois-Rivières et mort le 4 août 1747 à Pointe-à-Olivier le long de la rivière Richelieu, est un capitaine des troupes de Marine qui fut par deux fois commandant du fort Chambly ainsi que commandant du fort Saint-Frédéric.

## Biographie
Claude Hertel de Beaulac était le fils de Joseph-François Hertel de La Fresnière, officier de la Marine et de Marguerite de Thavenet.
Claude Hertel de Beaulac commence une carrière militaire dans les troupes de la Marine comme enseigne. Il participe à plusieurs campagnes militaires.
En 1712, il reçoit le titre de capitaine. 
En 1718, il est nommé commandant du fort Chambly jusqu'en 1719. 
En 1722, à la mort de son père, il reçoit en héritage une partie du domaine de Chambly. 
Le 27 février 1729, il se marie avec Geneviève Mirambeau au fort Chambly.
En 1733, il est nommé commandant du fort Saint-Frédéric jusqu'en 1734.
Le 13 juillet 1744, il se remarie avec Barbe Margane de Lavaltrie, fille de Séraphin Margane de Lavaltrie, capitaine de la milice canadienne
En 1747, il est renommé commandant au fort Chambly jusqu'à son décès survenu le 4 août 1747 à Pointe-à-Olivier près de la rivière Richelieu. Il sera remplacé, comme commandant du fort Chambly, par son propre neveu, Jean-Baptiste-François Hertel de Rouville, fils de Jean-Baptiste Hertel de Rouville.